# Feel (Lied)
Feel ist ein Lied des britischen Popsängers Robbie Williams aus dem Jahr 2002.

## Hintergrund
Das englischsprachige Lied wurde vom Interpreten selbst gemeinsam mit Guy Chambers geschrieben beziehungsweise komponiert. Chambers zeichnete darüber hinaus, zusammen mit Steve Power, für die Produktion verantwortlich.
Die Erstveröffentlichung von Feel erfolgte als Teil von Robbie Williams’ fünftem Studioalbum Escapology am 18. November 2002 durch Chrysalis Records. Am 2. Dezember 2002 wurde es erstmals als offizielle Single ausgekoppelt. Diese erschien gleichzeitig als 7″-Single mit der B-Seite Come Undone sowie als Maxi-Single mit den B-Seiten Nobody Someday (Demo) und You’re History. Eine Liveversion erschien am 3. August 2003 als Promo-Tonträger sowie als Teil des Livealbums Live at Knebworth / Live Summer 2003 am 29. September 2003.
Das dazugehörige Musikvideo entstand unter der Regie von Vaughan Arnell und zählte bis Juli 2023 über 350 Millionen Aufrufe bei YouTube.

## Rezeption
Für Dorothee von Peterffy, Kritikerin bei laut.de, war Feel ein „locker flockiges Stück“. Instrumental sei es „sehr einfach aufgebaut“ und die Melodie bleibe aber „sofort im Ohr“.

## Kommerzieller Erfolg

### Chartplatzierungen
| ChartsChartplatzierungen     | Höchstplatzierung | Wochen |
| ---------------------------- | ----------------- | ------ |
| Deutschland (GfK)            | 3 (17 Wo.)        | 17     |
| Österreich (Ö3)              | 3 (18 Wo.)        | 18     |
| Schweiz (IFPI)               | 4 (26 Wo.)        | 26     |
| Vereinigtes Königreich (OCC) | 4 (17 Wo.)        | 17     |

| ChartsJahrescharts (2002)    | Platzierung |
| ---------------------------- | ----------- |
| Vereinigtes Königreich (OCC) | 76          |

| ChartsJahrescharts (2003) | Platzierung |
| ------------------------- | ----------- |
| Deutschland (GfK)         | 34          |
| Österreich (Ö3)           | 25          |
| Schweiz (IFPI)            | 35          |

### Auszeichnungen für Musikverkäufe
| Land/Region                  | Auszeichnungen für Musikverkäufe (Land/Region, Auszeichnung, Verkäufe) | Verkäufe  |
| ---------------------------- | ---------------------------------------------------------------------- | --------- |
| Australien (ARIA)            | Gold                                                                   | 35.000    |
| Belgien (BRMA)               | Gold                                                                   | 25.000    |
| Dänemark (IFPI)              | Platin                                                                 | 90.000    |
| Deutschland (BVMI)           | Gold                                                                   | 250.000   |
| Frankreich (SNEP)            | Gold                                                                   | 250.000   |
| Italien (FIMI)               | Gold                                                                   | 25.000    |
| Neuseeland (RMNZ)            | Platin                                                                 | 30.000    |
| Österreich (IFPI)            | Gold                                                                   | 20.000    |
| Schweden (IFPI)              | Gold                                                                   | 15.000    |
| Schweiz (IFPI)               | Gold                                                                   | 25.000    |
| Spanien (Promusicae)         | Platin                                                                 | 60.000    |
| Vereinigtes Königreich (BPI) | Platin                                                                 | 625.000   |
| Insgesamt                    | 8× Gold · 4× Platin ·                                                  | 1.440.000 |

Hauptartikel: Robbie Williams/Auszeichnungen für Musikverkäufe